# Miguel Montero
Miguel Angel Montero (ur. 9 lipca 1983) – wenezuelski baseballista, który występował na pozycji łapacza.

## Przebieg kariery
W 2001 roku podpisał kontrakt jako wolny agent z Arizona Diamondbacks i początkowo występował w klubach farmerskich tego zespołu, między innymi w Tucson Sidewinders, reprezentującym poziom Triple-A. W Major League Baseball zadebiutował 6 września 2006 w meczu przeciwko Florida Marlins.
25 czerwca 2010 był łapaczem w spotkaniu z Tampa Bay Rays, rozgrywanego w ramach interleague play, w którym Edwin Jackson rozegrał no-hittera. W 2011 po raz pierwszy w karierze wystąpił w Meczu Gwiazd. W maju 2012 podpisał nowy, pięcioletni kontrakt wart 60 milionów dolarów.
W grudniu 2014 w ramach wymiany zawodników przeszedł do Chicago Cubs. 30 sierpnia 2015 w meczu z Los Angeles Dodgers był łapaczem, podczas gdy Jake Arrieta zaliczył no-hittera. 15 października 2016 w pierwszym meczu NLCS przeciwko Los Angeles Dodgers na Wrigley Field, w drugiej połowie ósmej zmiany przy stanie 3–3, zdobył grand slama jako pinch hitter. Spotkanie zakończyło się zwycięstwem Cubs 8–4. 2 listopada 2016 w meczu numer 7 World Series Montero wszedł na boisko w drugiej połowie dziewiątej zmiany zastępując na pozycji łapacza Davida Rossa. W pierwszej połowie dziesiątej zaliczył RBI single, powiększając prowadzenie Cubs na 8–6. W drugiej połowie Cleveland Indians zdobyli tylko jeden punkt i Cubs zdobyli pierwszy od 108 lat tytuł mistrzowski.
3 lipca 2017 przeszedł do Toronto Blue Jays. W lutym 2018 podpisał niegwarantowany kontrakt z Washington Nationals.

## Nagrody i wyróżnienia
| Nagroda/wyróżnienie      | Lata       | Źródło |
| 2× All-Star              | 2011, 2014 | [ 1 ]  |
| Zwycięzca w World Series | 2016       | [ 9 ]  |